# طارق فريد
طارق فريد (بالإنجليزية: Tariq Farid)‏ هو شخصية أعمال أمريكي، ولد في 1969.